# Arthur Widmer
Arthur Widmer (25 de julio de 1914 en Washington D. C. - 28 de mayo de 2006 en Los Ángeles, California) fue un pionero de los efectos especiales en el cine estadounidense. Inventó el "mate", una versión temprana de lo que se conocería como croma. A los 16 años ingresó a la Universidad de Míchigan y se graduó en 1935 con una Licenciatura en Ciencias Químicas.

## Carrera
Arthur Widmer comenzó su carrera en Kodak en 1935, como investigador en Rochester, Nueva York. Aprendió mucho y, al ser visto como un pensador creativo, se le adjuntó durante un período de tres años en 1943 como uno de los investigadores de Kodak asignados al Proyecto Manhattan en Berkeley, California y Oak Ridge, Tennessee, como químico analítico que desarrolla métodos de uranio, que condujo al desarrollo de la bomba atómica.
Después de la Segunda Guerra Mundial, y habiendo pasado tanto tiempo en Los Álamos, Nuevo México, en 1947 buscó climas más cálidos que Rochester y se mudó a la oficina de Kodak en Hollywood con la introducción del procesamiento de películas en color de Kodak. Widmer ayudó a presentar la nueva película Eastman Color Negative and Positive Film, una película cinematográfica en color de varias capas que cambió la dinámica del poder en la industria cinematográfica.
Dejó Kodak en 1951 y se unió a Warner Brothers para diseñar y construir la primera máquina de procesamiento profesional de películas en color de Eastman en el país y comenzó su trabajo con el proceso mate Ultra Violet Travelling. Widmer también desarrolló y perfeccionó tecnologías para otros procesos cinematográficos, incluidos 3D y pantalla panorámica. Comenzó a desarrollar técnicas de croma, y una de las primeras películas en utilizar la técnica fue la adaptación cinematográfica de la novela de Ernest Hemingway escrita en Cuba en 1951, El viejo y el mar, protagonizada por Spencer Tracy en 1958.
En 1960, Arthur se unió a Marquardt Corporation Van Nuys Plant como el grupo de investigación principal que investigaba métodos fotográficos de almacenamiento y recuperación de datos.
En 1964, Widmer se unió a Universal Studios para diseñar y construir el departamento óptico, donde continuó su trabajo en la técnica de la pantalla azul y otros efectos visuales hasta su retiro en 1979. La contraparte electrónica moderna de la técnica de Widmer, la codificación de croma, se usa comúnmente en transmisión de televisión hoy, como en las presentaciones de pronóstico del tiempo.
El 12 de febrero de 2005, a los 90 años, en una cena de gala en el hotel Ritz-Carlton Huntington en Pasadena, California, Widmer recibió un premio especial de elogio por sus contribuciones técnicas de la Academia de Artes y Ciencias Cinematográficas. El comité de Ciencia y Tecnología de la Academia honró a Widmer por ayudar a desarrollar métodos para avanzar en el arte de contar historias en películas: Most notable: processes that make it seem as if actors are in faraway locations when in fact they are working on sound stages in Hollywood or elsewhere. Arthur Widmer murió de cáncer en Hollywood, a los 91 años. Su hermana Babara Dinwoodie era una artista local en el condado de Chester, Pensilvania.